# 四言詩
四言詩，指的是每句都有四個字，或詩中句子主要為四個字的詩歌。四言詩就是在上古詩歌、尤其是二言詩的基礎上發展起來的。四言詩在中國古代非常盛行，屬於古體詩的其中一種。這體制在古代周朝最鼎盛，以中國歷史上第一部詩歌集《詩經》為典範。雖然詩經裏也有詩句是由三、五等字數組成（例如《詩經·國風·衛風》：投我以木瓜，報之以瓊琚。匪報也，永以為好也！），但詩中大部分句子仍然是有四個字，所以屬於四言詩。

## 特點
四言詩因為字數只有四個字，所以一般用字精煉、準確，而且恰當地使用賦比興 。四言詩興起得最早，用詞造句遵循上古漢語的習慣，因此語風古樸典雅，吸引後代不少文人仿古而作。四言詩一句只有四個字，字數少，修飾少，所以字裡行間顯得簡樸，加上每句都被均分為二二節奏，缺乏音調的變化，所以聲調就顯得不夠舒展。
畢竟，四言詩屬於古體詩的一種，所以每篇句數不拘，句式不求完全整齊，而且平仄、押韻等不甚講究。例如《詩經》，既有單韻，即一韻到底；也有複韻（即一次或多次換韻），變化多樣。

## 被五言詩取代
在周朝《詩經》以後，四言詩一直不是主流。在漢朝以後，四言詩開始被五言詩所取代。四言詩音調變化不夠大，而且每句只有四個字，情感發揮的空間較爲狹窄，有平鋪直敘之嫌，加上被人認爲文繁意少，但五言詩詳切、充滿滋味。五言詩慢慢發展，建安前後為五言詩的巔峰。

## 範例

### 周朝

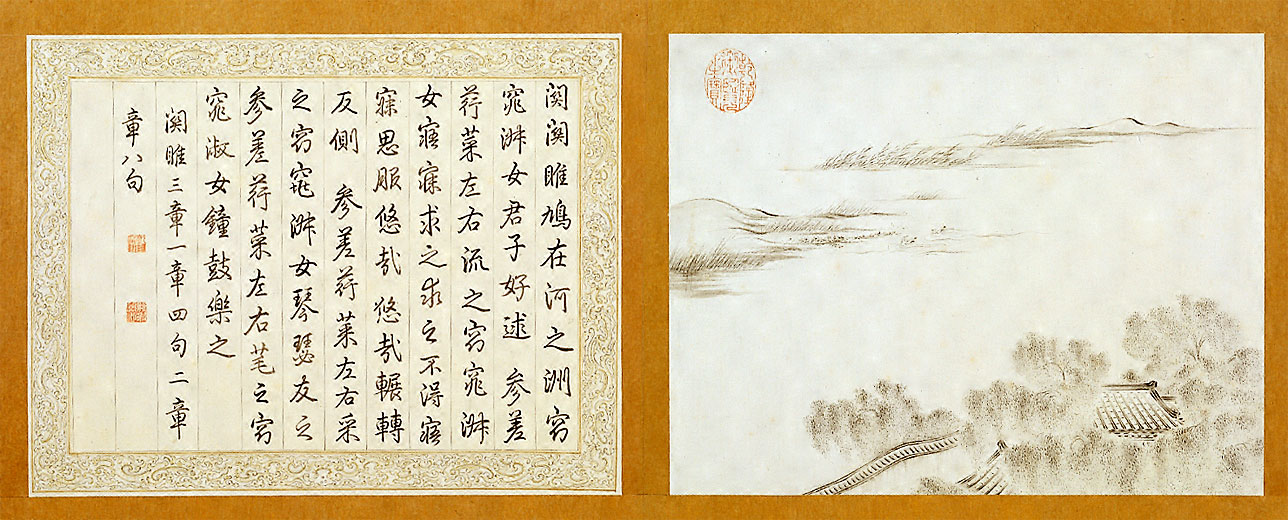
《御筆詩經圖》 - 乾隆帝御筆寫本

- 《詩經》（《小雅》、《大雅》等）[13]

### 漢朝
- 韋孟《諷諫詩》

|                   | 肅肅我祖，國自豕韋，黼衣朱紱，四牡龍旂。彤弓斯徵，撫寧遐荒，總齊羣邦，以翼大商，迭披大彭，勳績惟光。至於有周，歷世會同。王赧聽譖，實絕我邦。我邦既絕，厥政斯逸，賞罰之行，非由王室。庶尹羣后，靡扶靡衛，五服崩離，宗周以隊。我祖斯微，遷於彭城，在予小子，勤誒厥生，厄此嫚秦，耒耜以耕。悠悠嫚秦，上天不寧，乃眷南顧，授漢於京。 |
| ——諷諫詩 （節錄） | |

### 魏晉南北朝

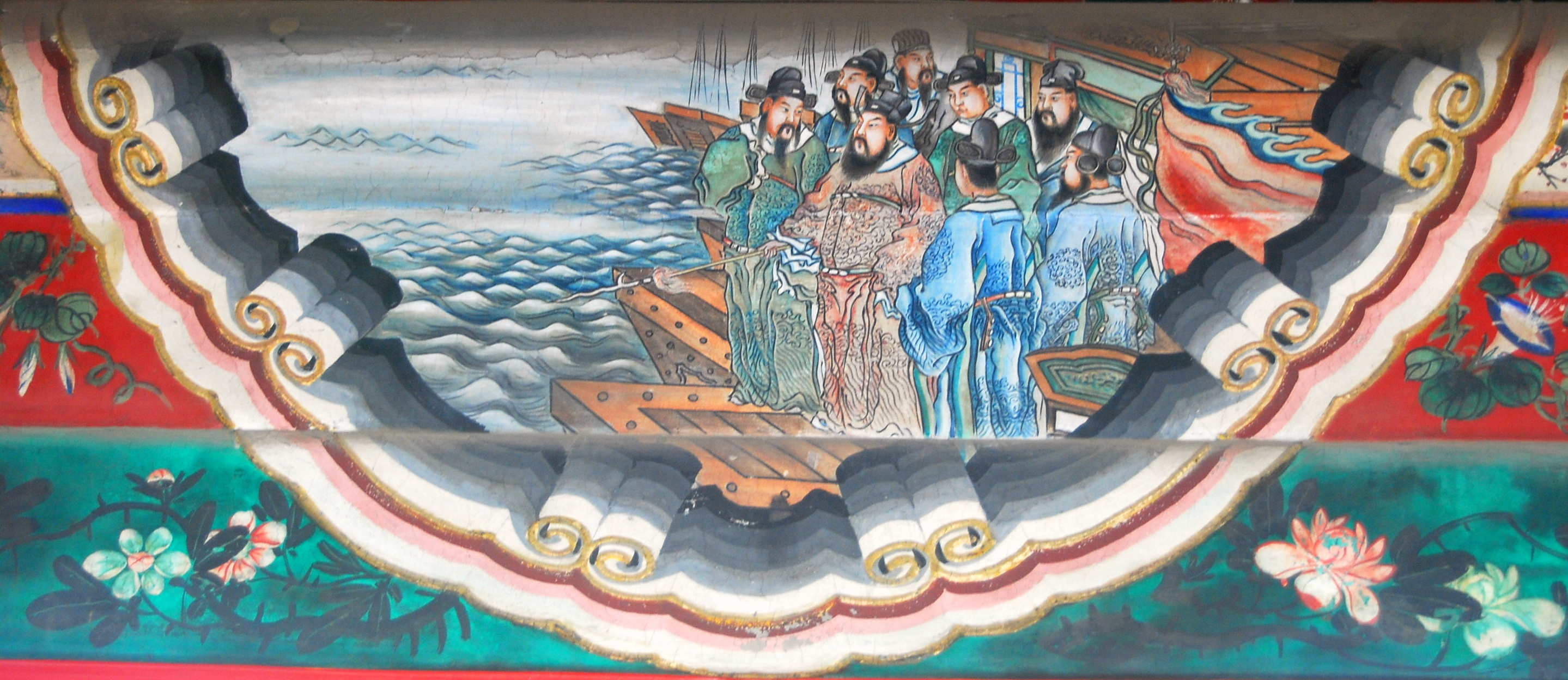
曹操賦詩

- 曹操《龜雖壽》、《觀滄海》、《短歌行》

- 嵇康《幽憤詩》
- 陶淵明《停雲》

|          | 靄靄停雲，濛濛時雨。八表同昏，平路伊阻。靜寄東軒，春醪獨撫。良朋悠邈，搔首延佇。停雲靄靄，時雨濛濛。八表同昏，平陸成江。有酒有酒，閒飲東窗。願言懷人，舟車靡從。東園之樹，枝條載榮。競用新好，以怡余情。人亦有言，日月于征。安得促席，說彼平生。翩翩飛鳥，息我庭柯。斂翮閒止，好聲相和。豈無他人，念子實多。願言不獲，抱恨如何！ |
| ——停雲） | |

### 唐朝
唐朝以後，雖然在四言詩上有一定的成就，但已經不如從前般盛行，詩人多為仿古而作。作品有下：
- 柳宗元《平淮夷雅》
- 韓愈《元和聖德詩》

|                      | 皇帝即阼，物無違拒。曰暘而暘，曰雨而雨。維是元年，有盜在夏。欲覆其州，以踵近武。皇帝曰嘻，豈不在我。 |
| ——元和聖德詩（節錄） | |

### 唐代以後
- 南宋：胡一桂《四絃一德》

|                    | 勇以氣鼓，聖人正色。賢以義鼓，暴君意激。勇義曷分，神結氣即。鼓者不知，鼓鼓不識。心手與瑟，精行其側。 |
| ——四絃一德（其一） | |

- 近代：毛澤東《祭母文》

|          | 嗚呼慈母，英魂在天；絕塵棄世，今爲周年。謹以奠儀，拜祭靈前；哀哉慈母，聽兒祭奠： 高風淑儀，博愛慈祥；懿德佳行，美譽達天。 軀體雖隳，英靈萬古；音容猶在，永駐心田。 吾爲長子，它鄉行遠；身不由己，思之常憾。 未陪膝下，承歡盡孝；少跪床頭，短奉茶飯。 養育深恩，環草難報；矚像思親，淚若湧泉。 爾功爾德，刻骨銘心；春暉朝靄，形如泰山。 嗚呼慈母，清福未享，身染絕症，離卻塵凡。 哀哉慈母，精神永駐，身列仙界，蔭佑後寰。 僅於家祭，虔俱此觴，慰告慈靈，伏食尚饗！ |
| ——祭母文 | |